# Simon Desthieux
Simon Desthieux (n. 3 decembrie 1991, Belley, Rhône-Alpes, Franța) este un biatlonist ce a reprezentat Franța, medaliat olimpic. A participat la 3 ediții ale Jocurilor Olimpice (2014, 2018, 2022) în care a câștigat o medalie de aur și o medalie de argint.